# Lignières (Loir-et-Cher)
Lignières è un comune francese di 424 abitanti situato nel dipartimento del Loir-et-Cher nella regione del Centro-Valle della Loira.

## Società

### Evoluzione demografica
Abitanti censiti